# 2019年印尼南蘇拉威西水災
2019年印尼南蘇拉威西水災發生在2019年1月22日，當日南苏拉威西省出現暴雨，引發嚴重水浸，導致最少68人身亡，過千人被逼撤離。戈瓦县受災最為嚴重，過半數死亡個案均在該縣。
這次水災極具破壞力，是當地近年最嚴重的水災，起因是杰尼贝朗河因暴雨氾濫，以及比里比里水坝開閘洩洪。另外省內其他地方也因為暴雨而導致小規模水浸。

## 背景
南苏拉威西省每年均會出現水浸，但今年卻因帝汶海的低气压和雨季的頗高相對濕度，令降雨量明顯增加。印尼气象局更發布極端天氣警告，警告有效期為1月21日至26日。「罪魁禍首」之一的杰尼贝朗河比里比里水坝早已出現淤積的情況，加上河流集水區為農業地帶，使得情況更加嚴重，間接導致是次水浸。

## 水浸
暴雨使杰尼贝朗河出現氾濫，引致戈瓦县的比里比里水坝滿溢，導致水壩被逼開啟閘門。省首府望加錫的水位比屋頂水平還要高1.5米。其他省份的河流，包括瓦拉纳伊河也有氾濫的情況，使其他地方也遭受大大小小的破壞。
截至1月25日，多處仍未完全水退，部分望加錫居民還未能重回家園。

## 傷亡
截至2019年1月25日，68人被確認身亡，6人失蹤，其中45宗死亡個案均發生在戈瓦县。部分人因觸電而死，其餘則是因山泥傾瀉被掩蓋致死。

## 影響
印度尼西亚国家灾害管理委员会表示，
- 水災直接影響10個縣市
- 78條村落共3321人被疏散，5825人受到水浸「直接影響」
- 32間房屋被沖走，25間房屋受嚴重破壞，14間受輕度破壞，5間被埋葬在山泥下
- 2694間房屋被水淹沒，11433公頃農地被浸，部分公共設施也遭到破壞[10]

印尼警察部門指來自戈瓦、望加錫和杰尼彭托县的7364人曾入住避難中心。
官員指出是次水災為「十年以來最嚴重」，水浸下的跨苏拉威西公路被封閉20小時。马罗斯的泵水站遭到破壞，影響自來水供應。南蘇拉威西省省長努尔丁·阿卜杜拉估計水浸單單對杰尼彭托县便造成1千億印尼盾的經濟損失（折合近5547億港元）。

## 回應
省長努尔丁·阿卜杜拉宣布省進入緊急響應期（emergency response period），直至2019年1月29日解除。來自灾害管理委员会、警察部門、國民軍等政府部門和志願機構的搜索与救援隊伍被派到當地搜索和疏散生還者。印尼空軍的一架直升機也被派往當地以協助戈瓦县一個被洪水圍困的社區。

## 後續
省長努尔丁·阿卜杜拉批評，水災的源頭是戈瓦县的非法採礦活動造成的環境破壞。